# لس اسکالدس
لس اسکالدس (به لاتین: Les Escaldes) یک منطقهٔ مسکونی در آندورا است که در اسکالدز-انگوردانی واقع شده‌است. لس اسکالدس ۱٬۰۵۳ متر بالاتر از سطح دریا واقع شده‌است.